# A Twist in the Myth
A Twist in the Myth је осми студијски албум немачког пауер метал бенда Блајнд гардијан. Албум је објављен 1. септембра 2006. године.
Албум је објављен у неколико различитих формата: нормалном, дигипак формату са бонус песмом и диском, и у ограниченој верзији у облик књиге. Књига садржи дигипак, трзалицу, брошуру, сертификат аутентичности, аутографе као и печат у облику змаја и црвени восак.

## Песме
Све текстове песама писао Ханси Кирш, сву музику писали Андре Олбрих и Кирш
1. "This Will Never End" - 5:07
2. "Otherland" - 5:16
3. "Turn the Page" - 4:19
4. "Fly" - 5:46
5. "Carry the Blessed Home" - 4:05
6. "Another Stranger Me" - 4:37
7. "Straight Through the Mirror" - 5:50
8. "Lionheart" - 4:17
9. "Skalds and Shadows" - 3:14
10. "The Edge" - 4:30
11. "The New Order" - 4:54
12. "All the King's Horses" - 4:12
13. "Dead Sound of Misery" (дигипак бонус песма) - 5:18

- дигипак бонус диск

14. "Interview" - 12:21

## Састав

### Бенд
- Ханси Кирш – вокал
- Андре Олбрих – соло-гитара
- Маркус Зипен – ритам-гитара
- Фредерик Емке - бубњеви, фалуте и гајде

### Гостујући музичари
- Оливер Холцварт - бас-гитара
- Олаф Сенбел, Ролф Кулер, Томас Хакман - хорска пратња
- Мартин Мејер и Пат Бензнер - клавијатура